# ورام حبيبي فموي وجهي
الوُرامُ الحُبَيبِيُّ الفَمَوِيُّ الوَجْهِيّ (بالإنجليزية: orofacial granulomatosis)‏ هي حالة تتميز بتضخم مستمر للأنسجة الرخوة في الفم، الشفتين والمنطقة المحيطة بالفم من الوجه.
لايسبب التضخم أي ألم، ولكن العلاج الأفضل وتوقعات سير المرض مازالت غير معروفة. الآلية التي يحدث بها التضخم تكون عن طريق التهاب حبيبي. بالنسبة للأسباب وراء حدوث تلك الحالة فمازالت غير مفهومة تماماً، ويوجد اختلاف حول كيفية ارتباطها بداء كرون وداء الساركويد.

## التصنيف
يمكن تصنيف الورام الحبيبي الفموي الوجهي على أنه أحد أنواع التهاب الشفة.

## العلامات والأعراض
- تضخم مستمر أو متكرر للشفتين.
- تقرحات بالفم
- تضخم اللثة ( تورم اللثة)[5]
- تشقق اللسان
- تضخم العشاء المخاطي بالفم.
- تضخم العقد اللمفية الرقبية
- شلل العصب الوجهي

## الأسباب
سبب المرض غير معروف. يتميز المرض بحدوث التهاب حبيبي غير تجبني (non-caseating granulomatous inflammation).

## التشخيص
يتم تشخيص المرض عن طريق أخذ خزعة من النسيج المصاب، مع ذلك لا يمكن الاعتماد عليها في التفرقة بين الورم الحبيبي للورام الحبيبي الفموي الجبهي وبين تلك في داء كرون وداء الساركويد.
يتم التشخيص أيضاً عن طريق استبعاد الأسباب الأخرى التي تحدث معها أروام حبيبية كما ذكرنا مسبقاَ.

## العلاج
- مثبطات عامل نخر الورممثل: إنفليكسيماب
- التقييد في النظام الغذائي لبعض المستضدات المشكوك فيها أو التي ثبت ضررها قد يفيد في التعامل مع وعلاج الورام الحبيبي الفموي الجبهي، ومن أمثلة تلك المستضدات: القرفة أو الأغذية الخالية من البنزوات.

## علم الأوبئة
لا يعد هذا مرضاً شائعاً ولكن معد حدوثه في ازدياد. غالباََ يبدأ المرض في الظهور فترة المراهقة وبداية الشباب. يحدث في الجنسين ولكن معدل حدوثه في الرجال أكثر شيوعاً.

## تاريخ المرض
وُصف مرض الورام الحبيبي الفموي الجبهي لأول مرة في عام 1985.

## وصلات خارجية
http://www.pcds.org.uk/clinical-guidance/orofacial-granulomatosis#